# Gene McDaniels
Eugene Booker McDaniels, detto Gene (Kansas City, 12 febbraio 1935 – Kittery Point, 29 luglio 2011), è stato un cantante statunitense.

## Discografia parziale
- 1960 - In Times Like These
- 1960 - Somestimes I'm Happy Sometimes I'm Blue
- 1961 - 100 Lbs. of Clay!
- 1961 - Tower of Strength
- 1962 - Hit After Hit
- 1962 - Gene McDaniels Sings Movie Memories
- 1963 - The Wonderful World of Gene McDaniels
- 1966 - The Facts of Life
- 1970 - Outlaw
- 1971 - Headless Heroes of the Apocalypse
- 1975 - Natural Juices